# Klause (Wasserbau)

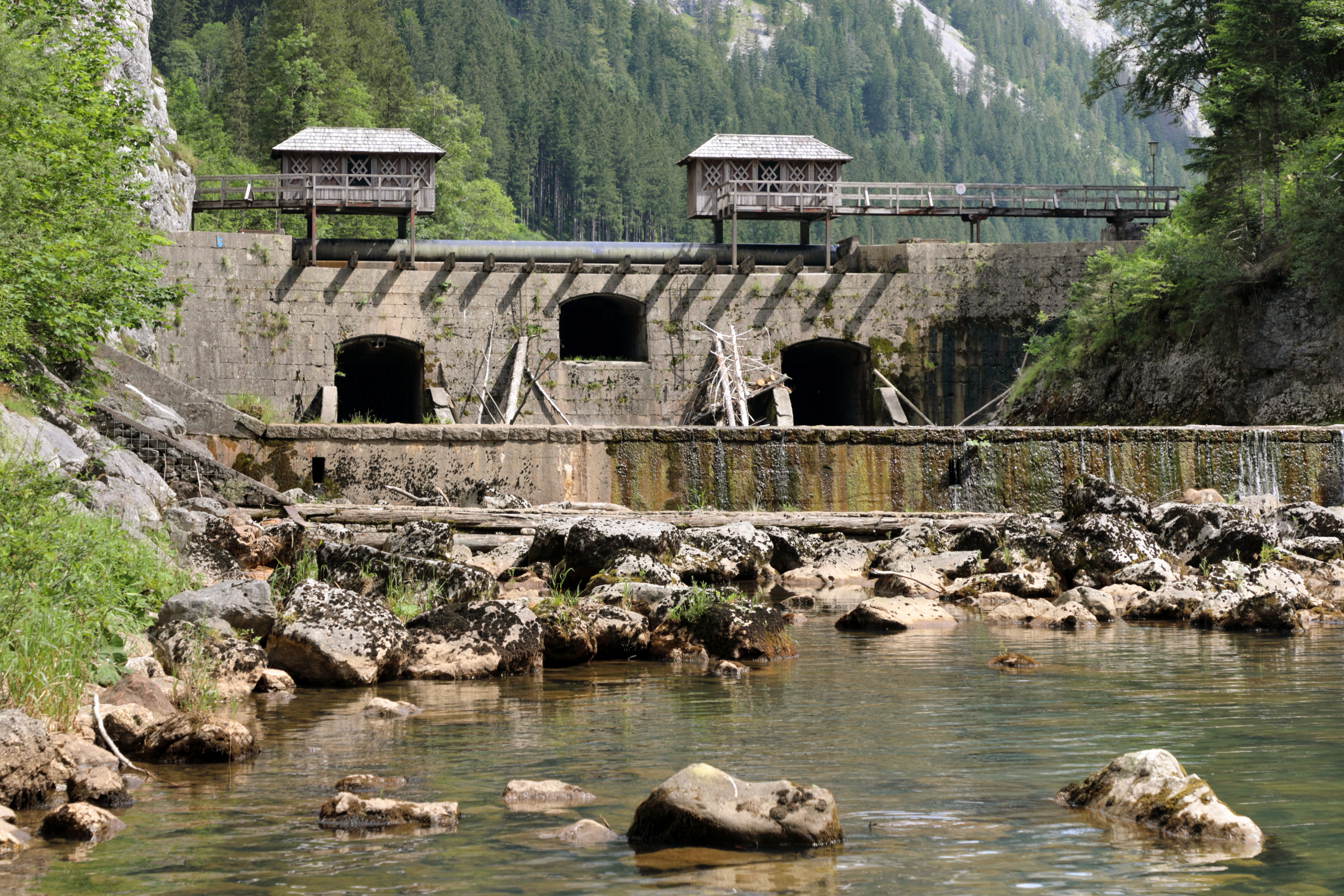
Prescenyklause an der Salza; errichtet in den 1840er Jahren

Als Klause, Floßsee, regional auch Kluse, Schwallung oder Wooge, bezeichnet man ein Wehr, das zum Aufstauen von Gewässern für die Flößerei (regional auch: Trift) errichtet wurde.

## Beschreibung

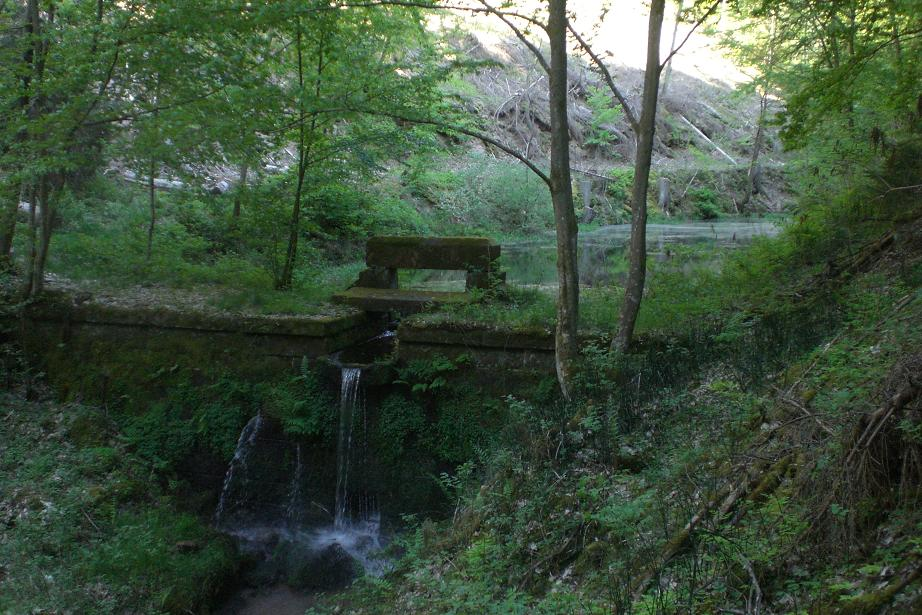
Klause an einem südlichen Zufluss des Leinbachs im Pfälzerwald

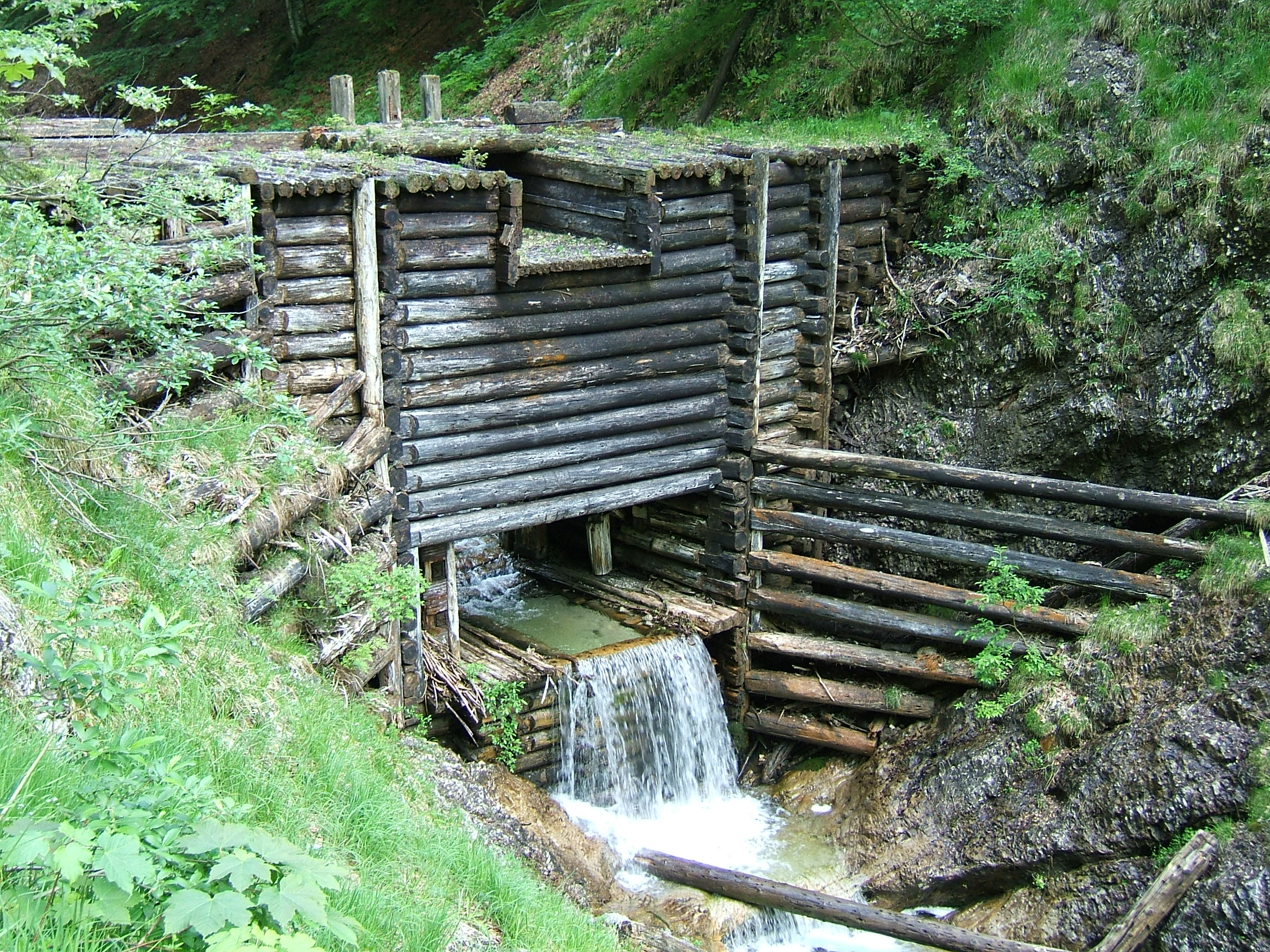
Klause am Kraxenbach bei Ruhpolding

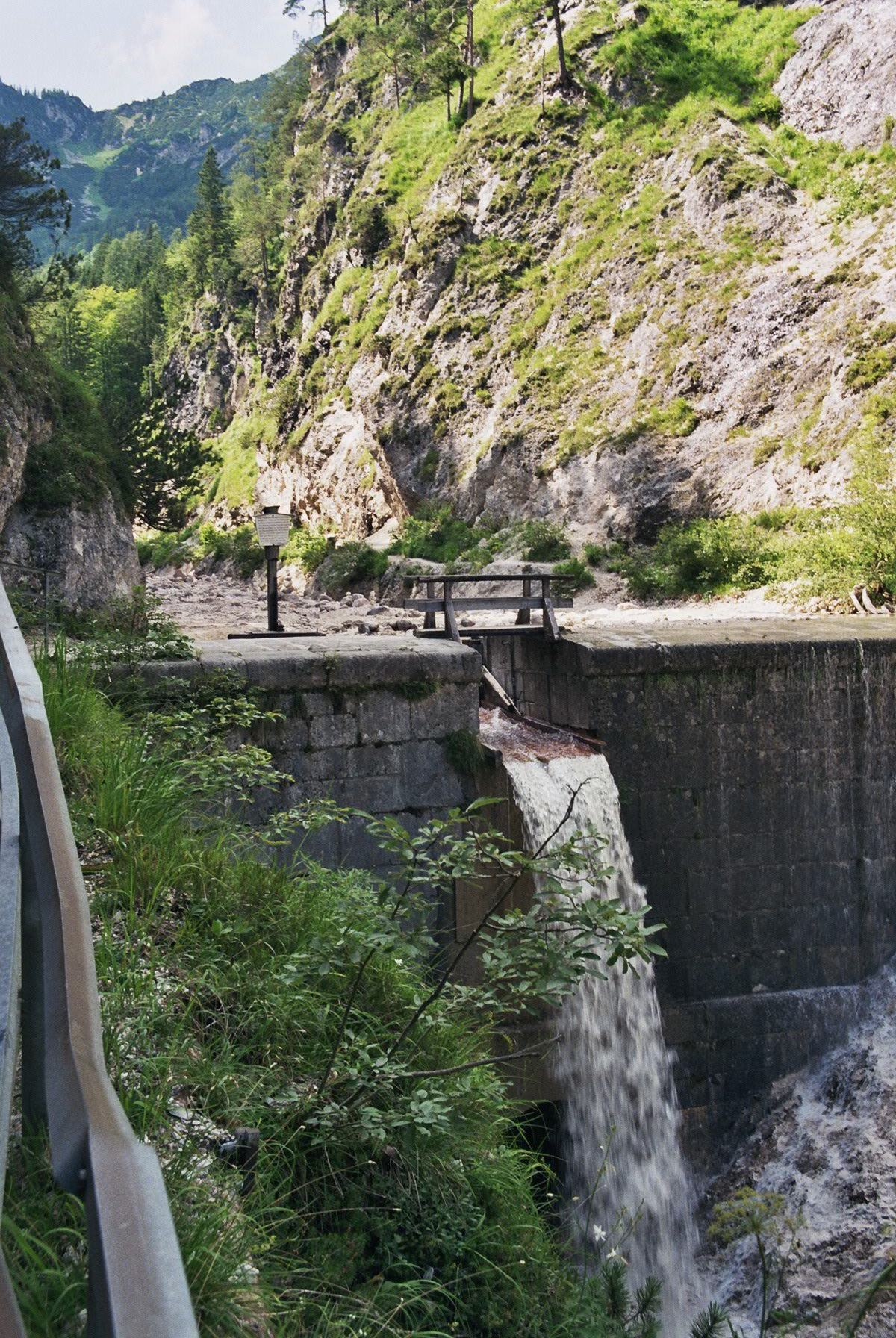
Theresienklause in der Almbachklamm

Im Gegensatz zu anderen Wehren oder Staudämmen verfügen Klausen in der Regel über verschließbare Öffnungen, durch die das aufgestaute Wasser gezielt abgelassen werden kann.
Wenn die Flößer im Staubecken, gegebenenfalls auch zusätzlich entlang des Unterlaufs, genügend gefällte Baumstämme oder Schnitt- oder Scheitholz angesammelt hatten, öffnete der Klausmeister den Verschluss der Klause und ließ das gestaute Wasser einschließlich des Holzes ab. Mit dem künstlichen „Hochwasser“ wurde das Holz über weite Strecken mitgeschwemmt und von den Flößern geführt, ehe man es an einer Landestelle aus dem Wasser holte.
Klausen waren vom Ende des Mittelalters bis etwa in die 1960er Jahre in Betrieb (z. B. die Erzherzog-Johann-Klause an der Grundache (Tirol) oder die Prescenyklause an der Salza in der Steiermark).
Nachdem der technische Fortschritt die meisten Klausen hat überflüssig werden lassen, wurden diese nicht mehr gepflegt und dem Verfall preisgegeben. Heute noch erhaltene Bauwerke stehen oft unter Denkmalschutz oder sind Teil von Freilichtmuseen und Themenwanderwegen.
In manchen Gegenden hat sich die frühere Existenz von Klausen oft in Gewann-Namen niedergeschlagen.

## Begriffe
Der Begriff Klause wird auch häufig mit dem gestauten Gewässer gleichgesetzt.
Im Schwarzwald wird das Synonym Kluse verwendet. Beide Bezeichnungen sind aus dem mittelhochdeutschen Kluse, und damit aus dem lateinischen cl(a)usum (dt. verschließen) abgeleitet. Im Nordschwarzwald lautet die Bezeichnung Schwallung.
Eine Sonderform ist die Schwenzklause, die oberhalb einer Hauptklause angelegt wurde, um diese mit zusätzlichem Wasser zu versorgen und somit die Trift des Holzes zu erleichtern.
Das ungewollte Verlegen eines Gewässers durch Treibholz bezeichnet man heute noch als „Verklausung“. Sie kann leicht zu Hochwasser führen.

## Klausen in Deutschland

### Baden-Württemberg
- Landkreis Rastatt:
  - in Forbach:
    - Herrenwieser Schwallung – die Staumauer aus dem 19. Jahrhundert ist erhalten und dient heute als Brücke.
- Landkreis Waldshut:
  - St. Blasien:
    - Menzenschwander Kluse – Reste der früheren Staumauer sind unterhalb der heutigen Kluse noch zu finden. Lage: 47° 47′ 20″ N, 8° 5′ 29″ O
    - Ibacher Kluse – heute ein Kleinstwasserkraftwerk. Lage: 47° 45′ 11″ N, 8° 6′ 4″ O

### Bayern
- Landkreis Berchtesgadener Land:
  - in Marktschellenberg:
    - Theresienklause

  - in Schneizlreuth:
    - Aschauer Klause
    - Bäckinger Klause
    - Hientalklause
    - Kastnerklause
    - Lettenklause – am Weißbach zur Ausleitung in die Aufschlagwasserleitung der Reichenhaller Soleleitung, ab 1810 stillgelegt.
    - Röthelbachklause
    - Steinbachklause
- Landkreis Freyung-Grafenau:
  - in Mauth:
    - Reschbachklause
- Landkreis Traunstein
  - in Ruhpolding:
    - Klause am hinteren Kraxenbach
    - Röthelmoosklause
    - Seeklause Förchensee

### Rheinland-Pfalz
- Landkreis Kaiserslautern:
  - Hochspeyer:
    - Franzosenwoog, In den Jahren 1830–1860 angelegt, etwa seit 1885 nicht mehr in Betrieb.

## Klausen in Österreich

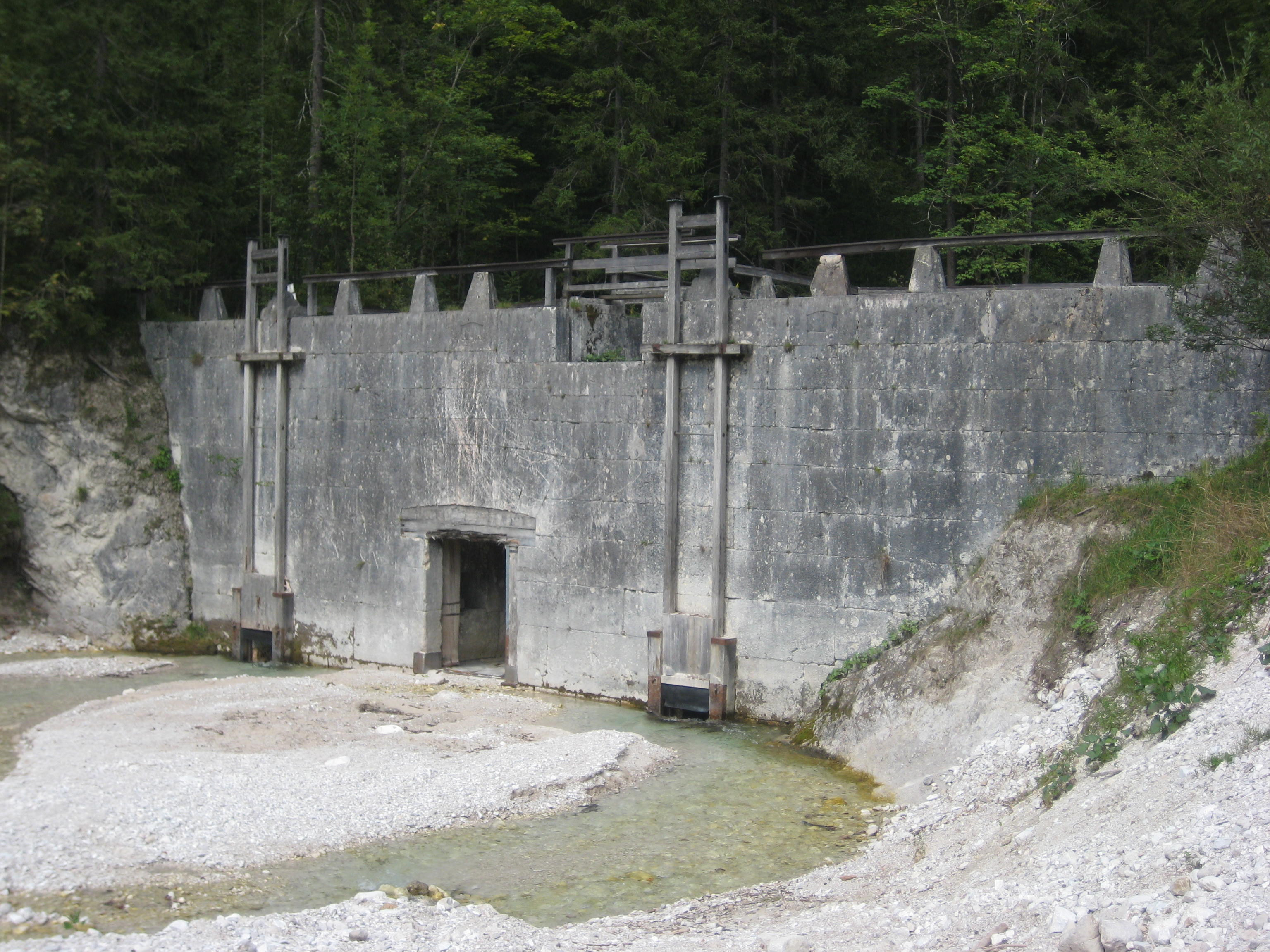
Chorinsky-Klause

- Chorinsky-Klause im Weißenbachtal bei Bad Goisern am Hallstättersee
- Erzherzog-Johann-Klause an der Brandenberger Ache, in Brandenberg in Tirol
- Fischbachklause in Unken im Land Salzburg
- Große Klause am Reichramingbach, OÖ
- Kienklause (zumindest als Name für Ortschaft und Gasthaus) am Kienbach nordöstlich des Ortszentrums in Steinbach am Attersee, OÖ
- Holztriftanlage Klausen-Leopoldsdorf in Klausen-Leopoldsdorf
- Muckklause in Unken im Land Salzburg
- Prescenyklause an der Salza,  bei Weichselboden in der Steiermark.
- Seeklause in Steeg in Bad Goisern, zur Regulierung des Hallstätter Sees.
- Taferlklause am Taferlklaussee der Aurach im Südwesten der Gemeinde Altmünster, OÖ

## Klausen in Slowenien

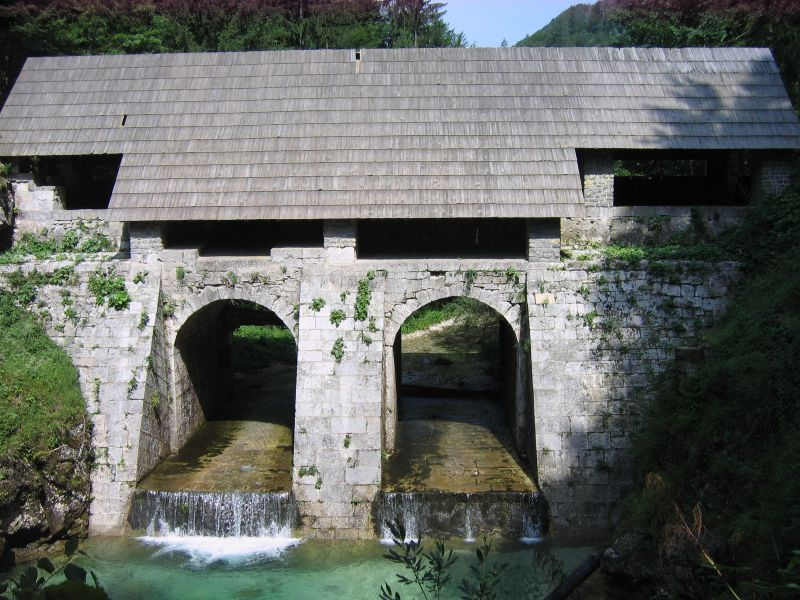
Idrijca Klavže in Slowenien

Bei Idrija dienten Klausen dazu, geschlagenes Bauholz zum Abstützen der Bergwerksstollen des dortigen Quecksilberbergwerks per Holztrift in die Stadt zu schaffen. Vier dieser Klausen sind Bestandteil der Welterbestätte Historische Stätten der Quecksilbergewinnung: Almadén und Idrija.